# Amérique hispanique

Carte des pays de l'Amérique hispanique

Pour les articles homonymes, voir Hispanique et Amérique (homonymie).
- 50%
- 20%
- 5%
- 30%
- 10%
- 2%

L'Amérique hispanique (en espagnol : Hispanoamérica) est une zone culturelle composée des pays américains de langue espagnole. Le gentilé correspondant est Hispano-Américain (hispanoamericano).
Elle est constituée de 19 pays, pour une population d'environ 420 millions d'habitants. Ces pays ont l’espagnol pour langue officielle, à l'exception du Mexique et de l’Uruguay, qui n’ont pas de langue officielle. Des langues autochtones sont également parlées en Amérique hispanique, telles que le nahuatl, le guaraní, l'aymara, le quechua ou le maya.
L'Amérique hispanique est une entité géographique différente de l'Amérique du Sud, puisqu’elle inclut des pays d'Amérique centrale et d'Amérique du Nord ; de l’Amérique latine, puisqu’elle exclut les pays de langue portugaise, et de l'Ibéro-Amérique, qui inclut les pays de la péninsule Ibérique et les nations américaines qui acquirent leur indépendance de l'Espagne et du Portugal (ou qui en sont dérivées)[pas clair].

## Pays hispano-américains
| Pays                   | Population (2020) | Superficie (km²) | Capitale            |
| ---------------------- | ----------------- | ---------------- | ------------------- |
| Argentine              | 45 376 763        | 2 791 810        | Buenos Aires        |
| Bolivie                | 11 633 371        | 1 098 581        | Sucre               |
| Chili                  | 19 458 310        | 756 950          | Santiago du Chili   |
| Colombie               | 50 911 747        | 1 141 748        | Bogota              |
| Costa Rica             | 5 111 238         | 51 100           | San José            |
| Cuba                   | 11 280 651        | 110 860          | La Havana           |
| République dominicaine | 10 448 499        | 48 730           | Saint-Domingue      |
| Équateur               | 17 510 643        | 283 520          | Quito               |
| Salvador               | 6 486 000         | 20 041           | San Salvador        |
| Honduras               | 9 304 380         | 112 492          | Tegucigalpa         |
| Guatemala              | 14 901 286        | 108 890          | Ciudad de Guatemala |
| Mexique                | 127 792 286       | 1 972 550        | Mexico              |
| Nicaragua              | 6 625 000         | 129 494          | Managua             |
| Panama                 | 4 278 500         | 78 200           | Panamá              |
| Paraguay               | 7 252 672         | 406 750          | Asuncion            |
| Pérou                  | 32 625 948        | 1 285 216        | Lima                |
| Porto Rico             | 3 193 694         | 9 104            | San Juan            |
| Uruguay                | 3 530 912         | 176 220          | Montevideo          |
| Venezuela              | 28 436 066        | 916 445          | Caracas             |
| Amérique hispanique    | 416 158 000       | 12 004 512       |                     |

D'autres pays américains ayant une forte communauté hispanophone, comme le Bélize (50-65 %) ou les États-Unis (16 %), ne sont pas considérés comme faisant partie de l'Amérique hispanique.